# Курська духовна семінарія

Курська духовна семінарія

Курська духовна семінарія — вищий духовний навчальний заклад Курської і Рильської єпархії, що готує священно- і церковнослужителів. Закрита Радянською владою в 1918 році.

## Історія
Утворена 1787 на базі духовної школи при Білгородському архієрейському будинку для навчання дітей духовного стану. Засновником її є єпископ Білгородський і Курський Феоктист (Мочульський).
З дня утворення семінарії створюється бібліотека з фондом до десяти тисяч книг. Багато книг було подаровано бібліотеці приватними особами, а також всіма преосвященними архіпастирями єпархії.
У жовтні 1799 Курськ стає єпархіальним містом. Семінарія, продовжуючи залишатися в Бєлгороді, почала називатися Курської.
У 1854–1856 роках було створено історико-статистичний опис Курської єпархії та Курської семінарії. Цю працю виконав викладач Матвій Архангельський за сприяння ректора семінарії (з 1851 року) архімандрита Флавіана.
Семінарія приносила велику користь суспільству, поставляючи і для обширного Курського краю, і для всієї Росії не тільки освічених, працелюбних і енергійних пастирів, а й чесних діячів на самих різних теренах суспільного служіння.
Курський період у діяльності семінарії розпочався з 1879 року, в Курськ вона остаточно переїхала в 1883 році. Рівень знань семінаристів в цей час був дуже високий. Деякі з них отримували крім основної освіти ще й суміжні.
З 1888 року і до закриття семінарію очолював протоієрей Яків Новицький. Одним з найважливіших напрямів її суспільного служіння цього часу була просвітницька діяльність серед жителів міста Курська.
1918 Курська духовна семінарія була закрита більшовицькими агентами.

## Ректори
- Протоієрей Савченков Іван Трохимович (1799-1807)
- Архімандрит Йосиф (Величковський) (1807-1809)
- Архімандрит Аполлос (1809-1810)
- Протоієрей Іван Трохимович Савченков (1810-1829)
- Архімандрит Анатолій Мартиновський (18 травня 1829-1832)
- Архімандрит Елпідіфор (Бенедиктов) (14 квітня 1832 — 30 квітня 1837)
- Архімандрит Варлаам (Успенський) (4 травня 1837-1843)
- Архімандрит Ізраїль (Лукін) (1843-1845)
- Архімандрит Никодим (Казанцев) (29 липня 1845-1850)
- Архімандрит Феофіл (Надєждін) (3 квітня 1850-1851)
- Архімандрит Флавіан (Остроумов) (14 липня 1851 -?)
- Архімандрит Володимир (Миловидний) (1864 -?)
- Протоієрей Митрофан (Невський) (11 грудня 1868-1888)
- Протоієрей Яків Андрійович Новицький (20 січня 1888-1918)

## Випускники
- Бутовський Микола Павлович — поручник Армії УНР, український громадський діяч у Словаччині.